# Pseudethmia protuberans
Pseudethmia protuberans är en fjäril som beskrevs 1950 av John Frederick Gates Clarke. Arten placeras som enda art i släktet Pseudethmia, inom familjen Ethmiidae. Inga underarter finns listade i Catalogue of Life.